# Permittenttrafiken

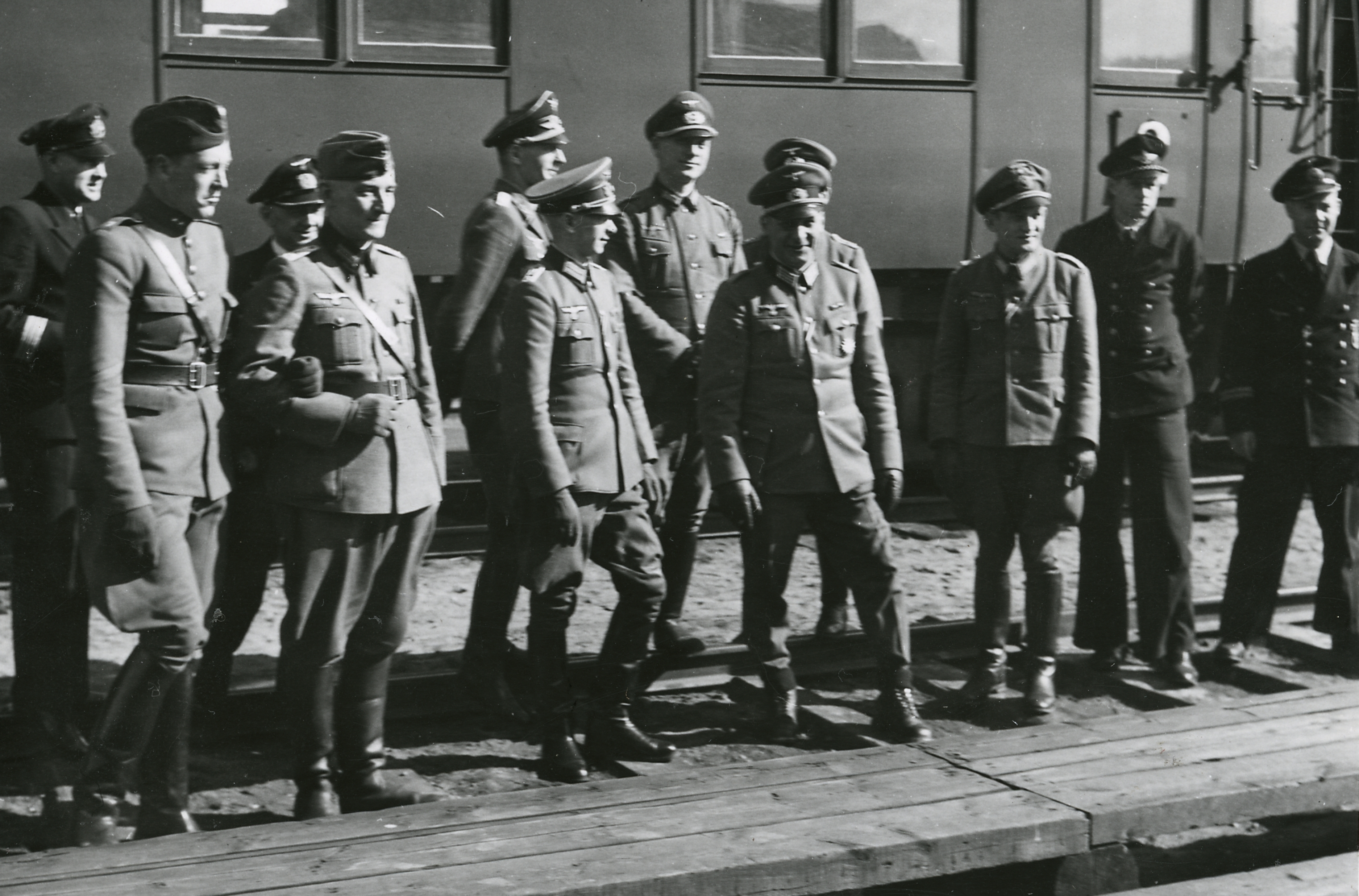
Tysk militär i Järvsö 1943.

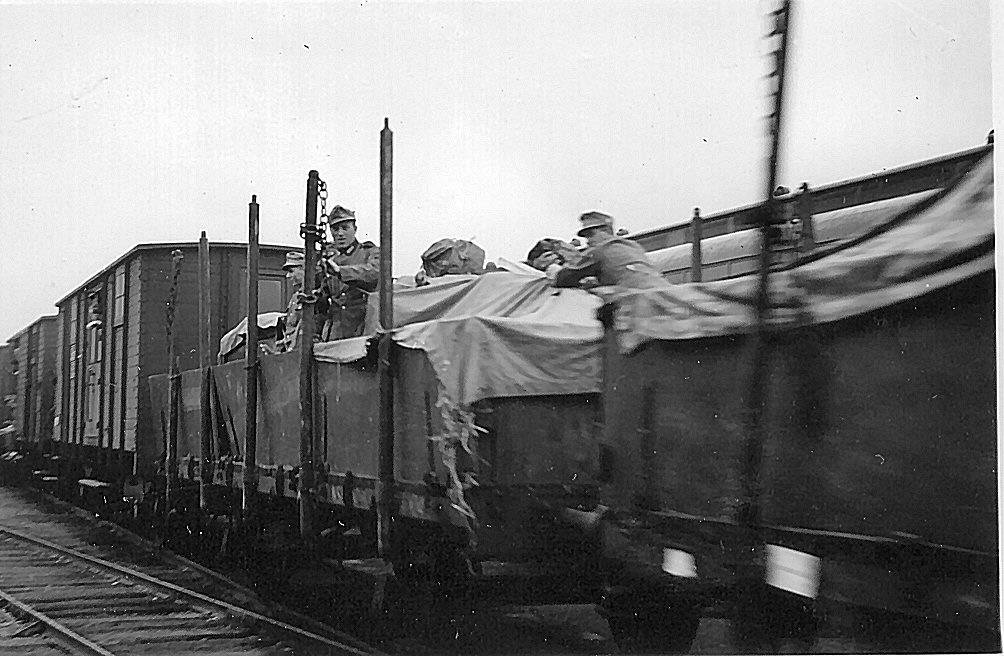
Storlien 1940, transittrafik av tyska alpjägare.

Permittenttrafiken (även transiteringarna och i folkmun tysktågen) var transporter av tyska soldater, vapen, och krigsmateriel med järnväg genom Sverige under andra världskriget enligt en överenskommelse mellan Sverige och Nazityskland i juli 1940. Trafiken pågick under perioden juni 1940 till augusti 1943:27-28 och bröt mot Sveriges neutralitetspolitik.:27-28
Transiteringstrafik av tyska trupper och krigsmateriel genom Sverige, den så kallade hästskotrafiken, medgavs dessutom i juni 1940. Därmed skickades stridande tyska trupper och vapen genom Sverige. Totalt fraktades 2,14 miljoner tyska soldater och hundra tusen vagnslaster med vapen och krigsmateriel på svenska järnvägar.:129-130
Beslutet fattades enhälligt av Samlingsregeringen Hansson III, bestående av Socialdemokraterna, Högerpartiet, Bondeförbundet och Folkpartiet. Riksdagen tillfrågades inte.:29-30 Medborgarna ställdes inför ett fullbordat faktum (fait accompli) och informerades först efter att tågen redan hade börjat rulla då rykten om avtalet hade läckt till tidningen Nordens Frihet.:29-30
Avtalet med Nazityskland ses som en svår belastning för Sverige i historien.:128

## Etymologi
Ordet permittenttrafiken och avtalet som slöts sommaren 1940 avsåg trafik av de tyska permittenter, soldater som skulle på permission, som skulle få färdas på svenska järnvägar. Själva avtalet avsåg alltså inte transitering av stridande trupp, vilket det sedan kom att handla om.

## Historik

### Bakgrund
Efter att Tyskland fått kontroll över Norge och den norska regeringen gått i exil inleddes förhandlingar mellan de svenska och tyska regeringarna. Genom ockupationen av Danmark och Norge fick Tyskland en maktställning som kunde utnyttjas för att förmå den svenska samlingsregeringen att tillgodose dess önskningar. Den 17 juni underströks från högtstående militärt håll i Berlin för den svenska ambassaden där, att ett nekande svar på den tyska begäran om transitering skulle medföra tvångsåtgärder, troligen av militär art.

### Avtalets tillkomst
Per Albin Hansson medgav i sin dagbok, på regeringssammanträden och i riksdagen att Sverige gav upp sin neutralitet,:27 men han beslutade att inte informera folket om det.:27 Beslutet om permittenttrafiken fattades enhälligt av regeringen och utan att riksdagen tillfrågades.:30 Medborgarna informerades först efter att tågen redan hade börjat rulla efter att rykten om avtalet hade läckt till tidningen Nordens Frihet.:29-30

### Trafiken
Den 26 juni började den så kallade hästskotrafiken (rutten såg ut som en hästsko på kartan) från Trondheim till Narvik via Storlien–Östersund–Riksgränsen. Denna trafik handlade inte om permissioner utan det var fråga om rena truppförflyttningar. Den avslöjades av Göteborgs Handels- och Sjöfartstidning och tidningen beslagtogs.:124
Den 8 juli 1940 kom Sverige och Tyskland överens om att låta permittenter (det vill säga tyska soldater på permission) färdas till och från Tyskland på svenska järnvägar. Dock utvidgades trafiken nästan genast till att gälla flera sorters transporter, även krigsmateriel. Denna trafik kom att pågå i drygt tre år och innefattade totalt omkring 2 140 000 soldater,:27-28 cirka 100 000 vagnslaster vapen och krigsmateriel:27-28 och upptog tidvis 10 procent av det svenska järnvägsnätets transportkapacitet. De flesta tåg gick Trelleborg–Kornsjö och en del Trelleborg–Narvik. Senare under 1940 började trupper även skeppas över från Helsingör till Helsingborg på grund av den säkrare överfarten. Denna rutt kom att bli allt vanligare, särskilt efter att Operation Barbarossa inletts 1941 och Tyskland efter dess låg i krig med Sovjetunionen.

#### Midsommarkrisen och Engelbrechtdivisionen
I samband med Midsommarkrisen i juni 1941 medgav Regeringen Hansson III, som engångseftergift, transitering av Engelbrechtdivisionen, en fullt stridsutrustad tysk militär division, den 163. infanteridivisionen i Sverige känd som "Engelbrechtdivisionen" efter sin chef Erwin Engelbrecht, att på järnväg färdas genom Sverige från södra Norge till norra Finland efter Tysklands anfall mot Sovjetunionen i juni 1941, i Operation Barbarossa. Denna förflyttning var, till skillnad från permittenttrafiken, rejält bevakad av svensk militär.

### Avtalets upphörande
Den allmänna opinionen hade i Sverige hösten 1942 vaknat och kritiken mot de tyska transiteringarna hade ökat i styrka.:127 Nazitysklands krigslycka hade vänt efter Slaget vid el-Alamein (1942) och Slaget vid Stalingrad (1942–1943) och tyskarna framstod inte längre som de givna segerherrarna. Långsamt skiftade då Sverige sin lojalitet istället mot de allierade och Regeringen Hansson III ville nu upprätta goda relationer med framförallt USA och Storbritannien.:126
Per-Albin Hansson ville inte säga upp avtalet under påtryckningar från de allierade, ville inte använda det i förhandlingar, och ville inte säga upp det av egen vilja. Detta trots att tyska diplomatiska kretsar med expertkunskap i frågan vid årsskiftet 1942/1943 bedömde att det hade varit naturligt för den svenska regeringen att göra det. Forskare kom senare att se detta som en ambivalent och mycket illa förd politik fylld av dåliga beslut.:127
För att utlova ett stopp för transiteringarna krävde regeringen ett handelsavtal med de allierade, men regeringen dolde kopplingen till handelsavtalet genom att skynda på uppsägningen så att det skulle framstå som ett autonomt svenskt initiativ. Diplomaten Sven Grafström skrev i sin dagbok att "Finessen ligger i att det nu inte skall se ut som om vi alldeles gått över på den segrande sidan. Jag har litet svårt att förstå det fina i kråksången.":128-129
Permittenttrafiken upphörde i augusti 1943.:27-28

## Omdebatterad händelse
Permittenttrafiken är en av de omdebatterade företeelserna under andra världskriget. Kritikerna har ansett att regering och riksdag gjorde ett klart avsteg från neutraliteten. Eftergifterna till tyskarna, vilka stred mot den av Sverige proklamerade neutralitetspolitiken, försämrade också förhållandet till de allierade. När det svenska försvaret hunnit tillväxa i styrka och den tyska krigslyckan 1943 började svänga, sade Sverige upp avtalet.
Det råder olika mening om varför Sverige ingick dessa avtal med Nazityskland. Regeringen Hansson III hävdade att agerandet var framtvingat ur kris, vilket har kritiserats av Carl-Gustav Scott för att inte stämma. Scott argumenterar för att Per-Albin Hansson av pragmatiska skäl inte motsatte sig transporten, men manövrerade den politiska situationen på ett sådant sätt att Socialdemoraterna kunde markera motstånd mot transporten utan att stoppa den. Eftersom Per-Albin Hansson förutsåg vad som skulle ske uppstod enligt Scott aldrig någon riktig kris. Protokollet från den socialdemokratiska riksdagsgruppen sammanträde i samband med den så kallade midsommarkrisen, den 24 juni 1941, visar att gruppen med 159 röster mot två beslöt meddela de borgerliga partierna att gruppen förordade ett avvisande av de tyska kraven. Med 72 röster mot 59 såg sig partiet nödsakat att säga ja, om de borgerliga partierna inte avsåg att rösta nej. 59 socialdemokratiska riksdagsledamöter ville med andra ord rösta nej till den tyska begäran oavsett hur de borgerliga partierna ställde sig i frågan.